# Willem Battaille
Pour les articles homonymes, voir Battaille.
 (janvier 2024).
La mise en forme du texte ne suit pas les recommandations de Wikipédia : il faut le « wikifier ».
Les points d'amélioration suivants sont les cas les plus fréquents :
- Les titres sont pré-formatés par le logiciel. Ils ne sont ni en capitales, ni en gras.
- Le texte ne doit pas être écrit en capitales (les noms de famille non plus), ni en gras, ni en italique, ni en « petit »…
- Le gras n'est utilisé que pour surligner le titre de l'article dans l'introduction, une seule fois.
- L'italique est rarement utilisé : mots en langue étrangère, titres d'œuvres, noms de bateaux, etc.
- Les citations ne sont pas en italique mais en corps de texte normal. Elles sont entourées par des guillemets français : « et ».
- Les listes à puces sont à éviter, des paragraphes rédigés étant largement préférés. Les tableaux sont à réserver à la présentation de données structurées (résultats, etc.).
- Les appels de note de bas de page (petits chiffres en exposant, introduits par l'outil «  Source ») sont à placer entre la fin de phrase et le point final[comme ça].
- Les liens internes (vers d'autres articles de Wikipédia) sont à choisir avec parcimonie. Créez des liens vers des articles approfondissant le sujet. Les termes génériques sans rapport avec le sujet sont à éviter, ainsi que les répétitions de liens vers un même terme.
- Les liens externes sont à placer uniquement dans une section « Liens externes », à la fin de l'article. Ces liens sont à choisir avec parcimonie suivant les règles définies. Si un lien sert de source à l'article, son insertion dans le texte est à faire par les notes de bas de page.
- La présentation des références doit suivre les conventions bibliographiques. Il est recommandé d'utiliser les modèles {{Ouvrage}}, {{Chapitre}}, {{Article}}, {{Lien web}} et/ou {{Bibliographie}}. Le mode d'édition visuel peut mettre en forme automatiquement les références.
- Insérer une infobox (cadre d'informations à droite) n'est pas obligatoire pour parachever la mise en page.

Pour une aide détaillée, merci de consulter Aide:Wikification.
Si vous pensez que ces points ont été résolus, vous pouvez retirer ce bandeau et améliorer la mise en forme d'un autre article.
Willem battaille (Bruxelles, 1867 - Schaerbeek, 1933) est un peintre, graphiste et affichiste belge.

## Biographie
Battaille était étudiant à l'Académie de Molenbeek-Saint-Jean/Bruxelles. Il devient professeur à l'École Industrielle, rue Josaphat à Schaerbeek. Le corps enseignant comprenait également Privat-Livemont (depuis 1891) et Emile Bulcke (depuis 1905). Battaille peint principalement des paysages, des marines et des personnages dans un style post-impressionniste avec une orientation luministe. Il peint souvent près du Rooklooster aux portes de Bruxelles et dans la région de Mol, une région mise sur la carte par Jakob Smits, entre autres : la ville de Mol elle-même, mais aussi ses environs : Achterbos, Sluis, Ginderbuiten, Heidehuizen et Esaart. À Mol, il séjournait habituellement à l'hôtel « Duc de Brabant ». Il était également actif en tant que peintre dans le paradis artistique de Genk.
Vers 1907, il était considéré, aux côtés de Jacob Smits, comme l'un des principaux protagonistes de la Mol School. Il reçut donc une grande place dans l'« Exposition internationale d'art » sur l'école de Molse organisée à Mol en 1907. Il a également fourni le support d'image pour l'affiche de l'exposition : une ferme avec une chapelle mariale et une charrette à bœufs (exemples à la Vleeshuis, Anvers et au musée municipal Jakob Smits de Mol).
Après la Première Guerre mondiale, il passa davantage de temps sur la côte. Il a représenté à plusieurs reprises le port d'Ostende.
Il était membre du Cercle Artistique et Littéraire de Bruxelles. Son atelier était situé à la Colignonplein n°9 à Schaerbeek. Là, il a également réalisé des œuvres d'art appliquées telles que la conception d'un vitrail.

## Vie privée
Battaille était marié à Laura Hiel (1859-1945), fille du poète Emmanuel Hiel. Le sculpteur letton August Bija a réalisé un portrait des deux (Mol, Jakob Smits Museum). Il est également l'arrière-grand-père de la politicienne Lydia Deveen. Louis Deveen, son grand-père marié à Hedwige Hiel,
Après E. Hiel, il fut président du Willemsfonds. Son père Emanuel Deveen a été l'un des premiers résistants et actif dans la presse clandestine pendant la Seconde Guerre mondiale.

## Musées
- Ostende, M.S.K. (détruit en 1940)
- Mol, Municipal Musée Jakob Smits
- Schaerbeek, Collection Communale